# Corvina Könyvkiadó
Corvina Könyvkiadó, teljes nevén Corvina Művészeti és Idegennyelvű Könyvkiadó Vállalat (1955. január 1. –), székhely: Budapest. A magyar irodalmi, képző- és fotóművészeti kiadványok idegen nyelvű kiadására alapították.

## A kiadó profilja

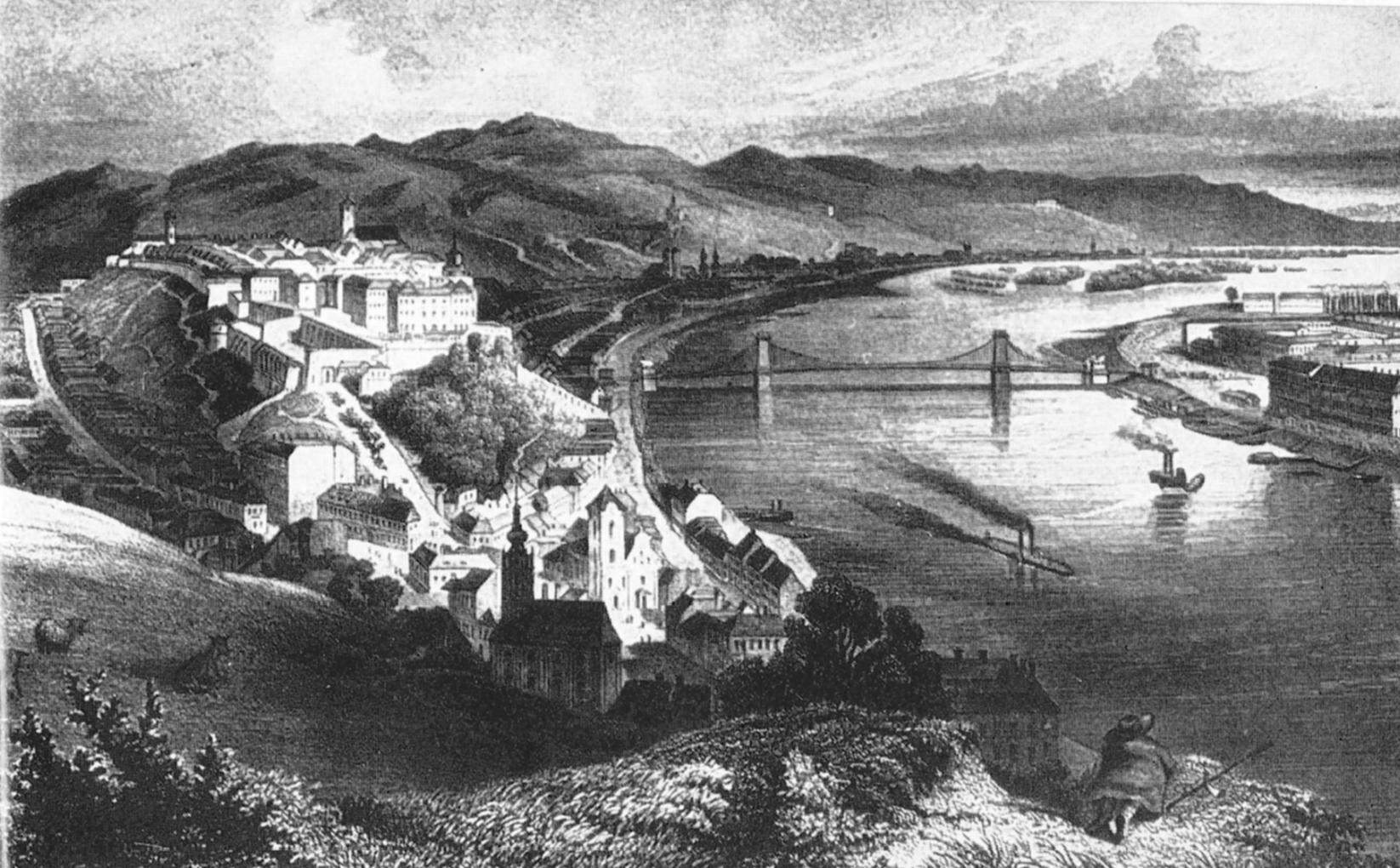
A Budai Várnegyed, a Tabán és a Duna látképe, litográfia 1863-ból (Corvina, 1983)

Kezdettől fogva törekedtek minőségigényes könyvek megjelentetésére, tartalmi repertoárjuk is bővült, az irodalmi, képzőművészeti és fotóművészeti kiadványokon kívül magyar történelmi, művelődéstörténeti és irodalomtörténeti munkákat is közreadtak. Gyakran az idegen nyelvű köteteket neves külföldi cégekkel közösen adták ki. Az egyik legsikeresebb 12 nyelven fél évszázadon át megjelentetett könyv Barcsay Jenő Művészeti anatómiája.
Az is gyakori volt, hogy az európai kultúrát terjesztette köteteivel itthon a Corvina Könyvkiadó, egyik szép példa erre Michelangelo verseinek, írásainak 1972-es kiadása.
Több évtizeden át a Corvina Könyvkiadó igényes, gazdagon illusztrált könyveinek legnagyobb részét a Kner- és a Kossuth Nyomdában, ezen minőségigényes könyvgyárakban állították elő. 1960-ban a könyvkiadó indította útjára Boldizsár Iván szerkesztésében a The New Hungarian Quarterly című negyedévente megjelenő angol nyelvű kulturális folyóiratot.
Az 1990-es évek elejétől a politikai és gazdasági rendszerváltozás után Corvina Kiadó Kft.-ként működött tovább, az igazgatója maradt Bart István.

## A kiadó neve az impresszumokban
A Corvina Könyvkiadó neve kiadványainak impresszumaiban kezdetektől fogva különböző formákban szerepel, ennek oka nyilván a sokféle idegen nyelven való kiadásnál a kiadványok nyelvéhez való alkalmazkodás is. A variánsok: Corvina, Korvina, Corvina Kiadó, Korvina Kiadó, Korvina Kiadó Vállalat, Corvina Könyvkiadó, Corvina Kiadó Kft.

## Igazgatói
- Cserépfalvi Imre (1955–1963)
- Tömpe András (1963–1967)
- Bart István (1984–2003)
- Kúnos László (2004–2020)
- Király Levente (2021–)

Cserépfalvi Imre munkatársai voltak a kiadóban Gimes Miklós, Noel Field, Justus Pál. Tarisznyás Györgyi. Tömpe András igazgatása idején a kiadóban irodalmi vezetőként működött Nagy Péter, az ELTE egyetemi tanára.